# Lockheed C-5 Galaxy

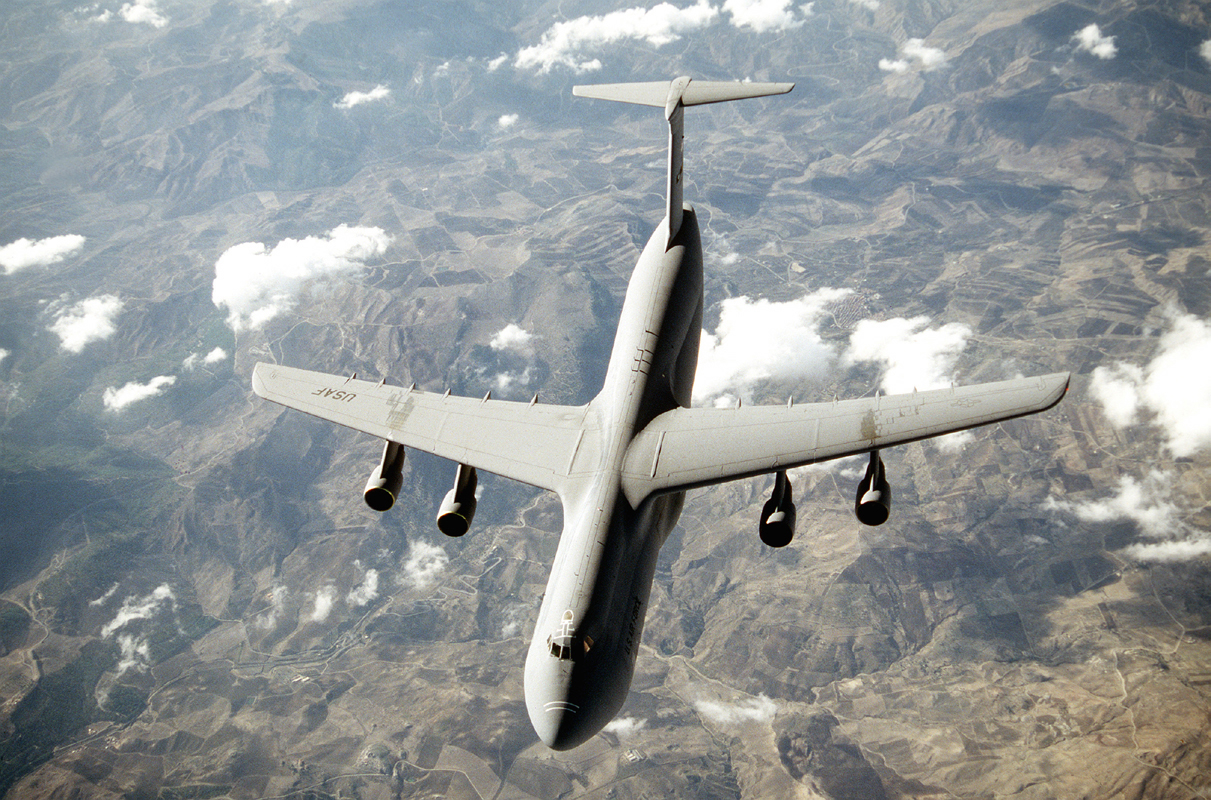
C-5 en vol

El Lockheed C-5 Galaxy és una gran aeronau de transport militar originalment dissenyada i construïda per Lockheed, i ara mantinguda i actualitzada pel seu successor, Lockheed Martin. Proporciona la Força Aèria dels Estats Units (USAF) amb capacitat de pont aeri estratègic pesant d'abast intercontinental, que pot transportar càrregues de grans dimensions o enormes, incloent-hi tota la càrrega d'aire certificable. El Galaxy té moltes similituds amb el seu predecessor més petit Lockheed C-141 Starlifter, i posteriorment el Boeing C-17 Globemaster III. El C-5 és un dels avions militars més grans del món.
El desenvolupament del C-5 Galaxy es va complicar, incloent significatius sobrecostos, i Lockheed va patir dificultats financeres significatives. Poc després d'entrar en servei, es van descobrir esquerdes a les ales de molts avions i la flota de C-5 va ser restringida en capacitat fins que es va completar el treball correctiu. El C-5M Super Galaxy és una versió millorada amb nous motors i aviònica modernitzades dissenyat per ampliar la seva vida útil més enllà del 2040.
La USAF ha operat el C-5 des de 1969. Des de llavors, l'avió de transport ha donat suport a operacions militars en tots els grans conflictes que inclou el Vietnam, Iraq, Iugoslàvia i Afganistan, així com el suport d'aliats, com ara Israel durant la Guerra del Yom Kippur i les operacions en la Guerra del Golf. El Galaxy també s'ha utilitzat per distribuir ajuda humanitària i operacions de socors, i com a suport al programa del transbordador espacial estatunidenc.

## Desenvolupament
El primer C-5A Galaxy (# 66-8303) va sortir de fàbrica per primera vegada el 2 de març de 1968. Al 30 de juny d'aquest mateix any, Lockheed-Georgia Co. va començar la prova de vol el seu nou transport pesant C-5A Galaxy amb el primer vol de l'aeronau que portava l'aire sota el codi "Allen-zero-three-heavy". Sobre la terminació de la prova el primer C-5A va ser transferit a la unitat transitòria de l'entrenament a la base de la força aèria d'Altus, al desembre de 1969. Lockheed llavors va lliurar el primer Galaxy operacional a la 437a ala aèria, base de la força aèria de Charleston, el juny de 1970. Diversos C-5 es col·loquen en Altus AFB; Dover AFB; i Travis AFB. AMC va transferir alguns C-5 als components de la Reserva aèria començant amb el Kelly AFB, Texas, al 1985; seguit per la base de la Guàrdia Aèria Nacional de Stewart; i a la base de la Reserva Aèria de Westover, en l'estat nord-oriental de Massachusetts. A l'octubre de 2005 van començar a formar-se una esquadrilla a la base de la força aèria de Wright-Patterson prop de la localitat de Dayton, Ohio. Aquesta unitat es compon sobretot de l'avió transferit de Dover AFB, i substitueix els C-141 de l'esquadrilla, que estaven a punt de retirar-se.
A mitjan dècada de 1970 es van començar a trobar petites esquerdes en l'ala. A causa d'això es va restringir la càrrega màxima de tota la flota de C-5A a un màxim de 22,7 tones. Per augmentar la seva capacitat d'elevació i vida de servei, 77 C-5A van experimentar un programa de reacondicionament entre 1981 i 1987. En l'ala reajustada, es va utilitzar un nou aliatge d'alumini que no existia deu anys abans. El C-5A amb noves ales finalment van ser lliurats al juliol de 1986.

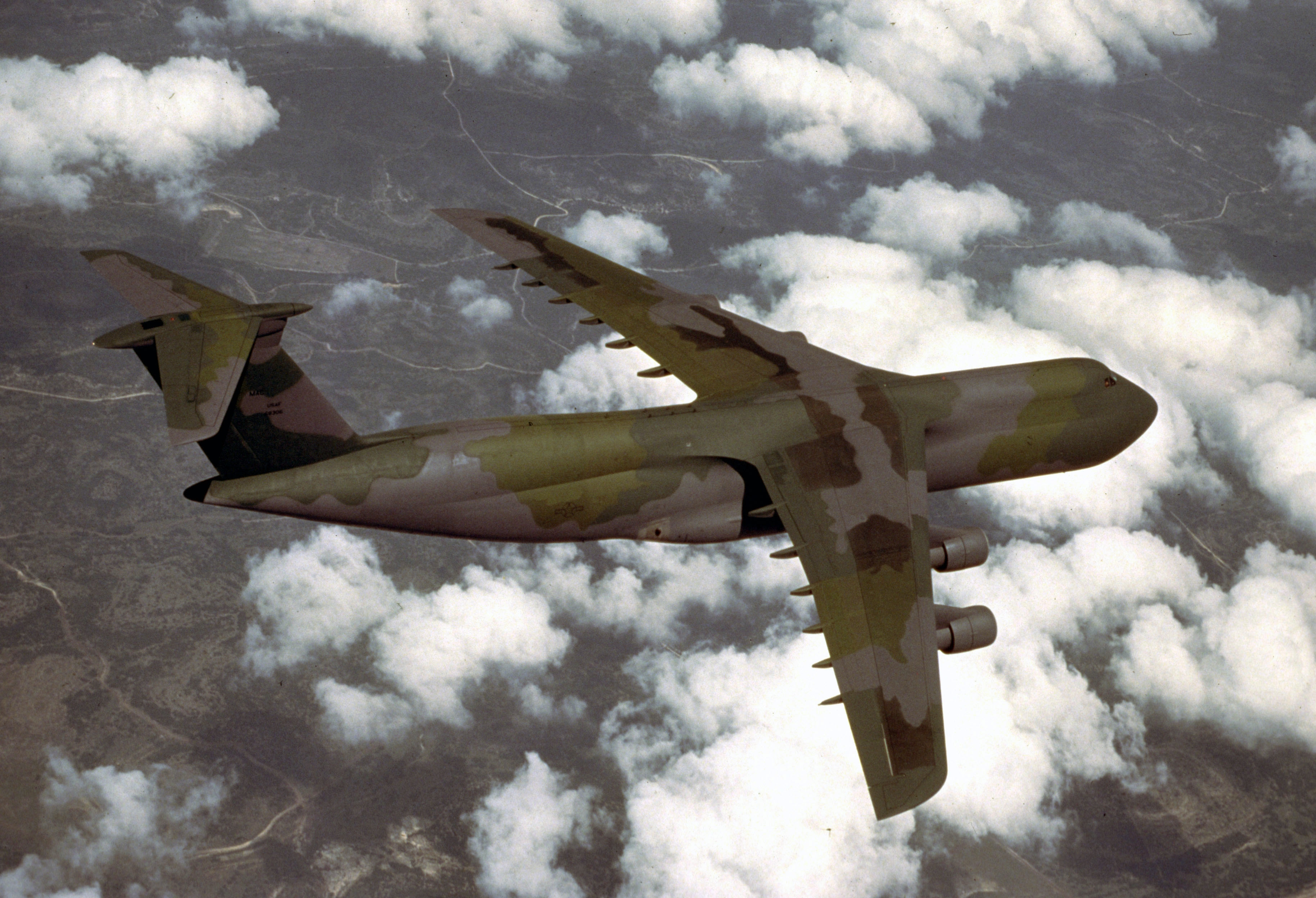
El quart C-5A Galaxy (66-8306) amb el camuflatge European One dels anys 1980.

El primer C-5B que incorporava millores significatives com a ales consolidades i aviònica actualitzada va ser lliurat a la base de força aèria d'Altus al gener de 1986. La producció C-5 va concloure amb el lliurament de l'avió model "B" l'abril de 1989.
El març de 1989, l'últim avió de 50 C-5B va ser afegit als 76 C-5A en l'estructura de la força del pont aeri de la força aèria. El C-5B inclou totes les millores de C-5A així com més de 100 modificacions addicionals del sistema per millorar fiabilitat i capacitat de manteniment. Els 50 C-5B van ser programats per romandre en la força de reserva, compartit per les unitats comparablement classificades.

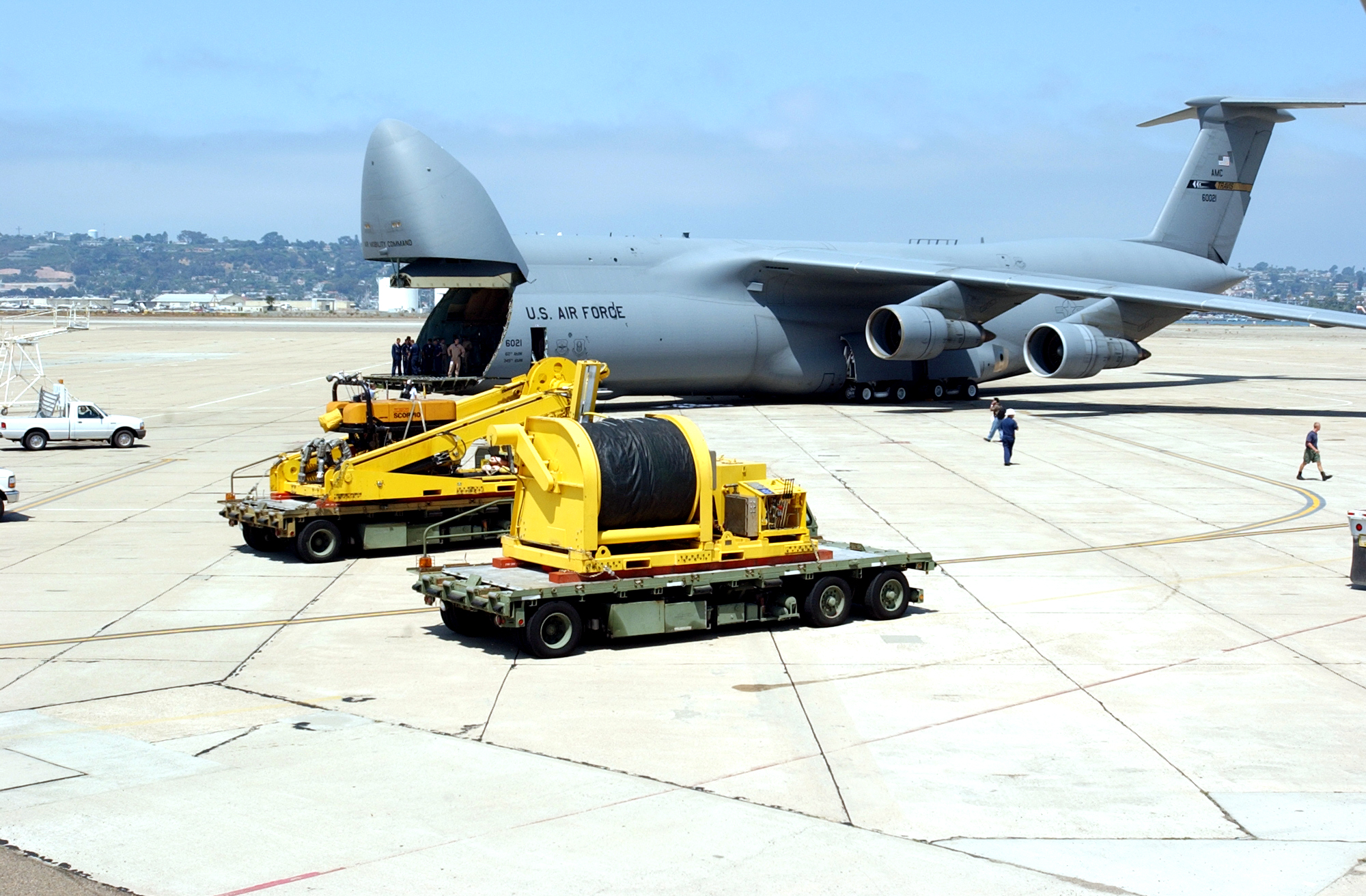
C-5 Galaxy de la USAF carregant en un aeroport.

Dues variants especialment modificades del C-5C van ser creades per a la NASA. Aquest avió, nombres 68-0213 i 68-0216, van ser reajustats per a l'ús en el transport de grans càrregues útils, tals com a satèl·lits i, com a tal, té una capacitat de càrrega interna més gran que qualsevol de les altres variants del C-5. Un nombre d'altres modificacions van ser fetes, incloent-hi l'addició d'una segona entrada per a l'energia de terra que es pot llavors utilitzar per alimentar qualsevol equip amb energia depenent que pugui formar part de la càrrega. Els C-5C són utilitzats pels equips de la força aèria en favor de la NASA.
D'acord amb un estudi recent que demostrava que el 80% de la vida de servei de l'estructura d'avió C-5 havia passat ja, l'AMC va començar un programa agressiu per modernitzar el C-5. El programa de la modernització de l'aviònica C-5 va començar en 1998 i inclou l'augment de l'aviònica a la conformitat global de la gerència del tràfic aeri, millorar la navegació i l'equip de seguretat, i la instal·lació d'un nou sistema de pilot automàtic. Una altra part del pla és un programa de recondicionament en l'àmbit d'enginyeria i de millorar la fiabilitat, que inclou els nous motors General Electric CF6-80, pistons i unitats de potència auxiliar, amb millores en la capa externa i marc de l'avió, tren d'aterratge, carlinga i sistema de pressurització. El motor CF6 produeix un 22% més d'empenyiment que els motors originals del C-5 que donaran lloc a una carrera d'enlairament un 30% més curta, a una ràtio 38% major de pujada per arribar a la seva cota operacional, a una càrrega perceptiblement major i a una major autonomia.
El programa de la modernització C-5M planeja augmentar la relació missió-capacitat a un mínim del 75%. Durant els 40 anys propers, la força aèria dels Estats Units estima que el C-5M estalviarà sobre els 20 mil milions de dòlars. La primera de 111 conversions previstes a C-5M va ser finalitzada el 16 de maig de 2006.

## Disseny

### Missió
El C-5, amb la seva enorme capacitat de càrrega útil, proporciona la connexió aèria del teatre internacional del Air Mobility Command (AMC) en l'ajuda de la defensa nacional dels Estats Units. Els C-5 i els C-17 Globemaster III són socis en el concepte estratègic de connexió aeri d'AMC. L'avió pot portar unitats militars per combatre, completament equipades, (inclosos carros de combat) a qualsevol punt del món en curt temps, després proporciona l'ajuda de camp requerida per ajudar a sostenir la força que ja està en combat.

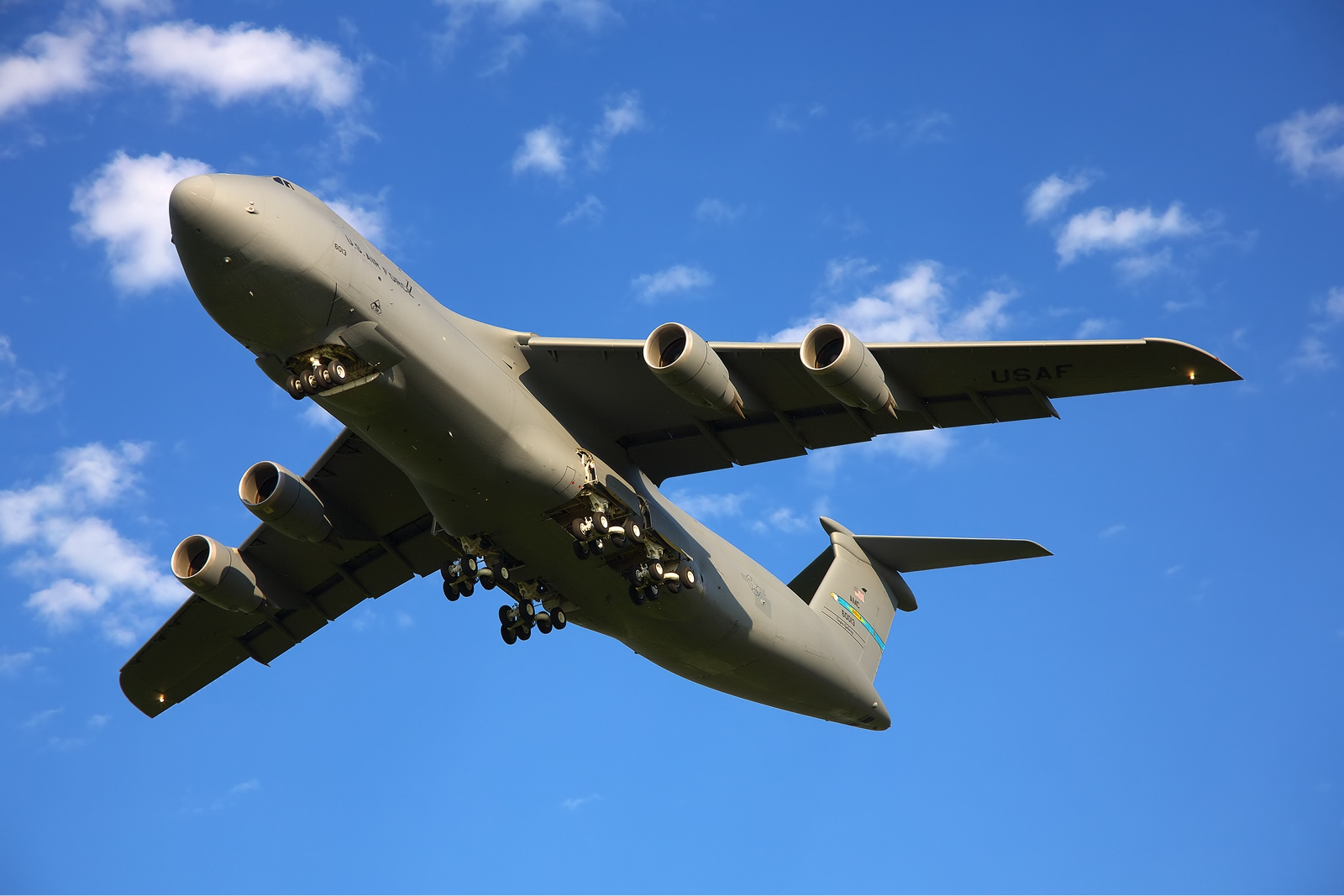
Vista inferior d'un C-5M Super Galaxy.
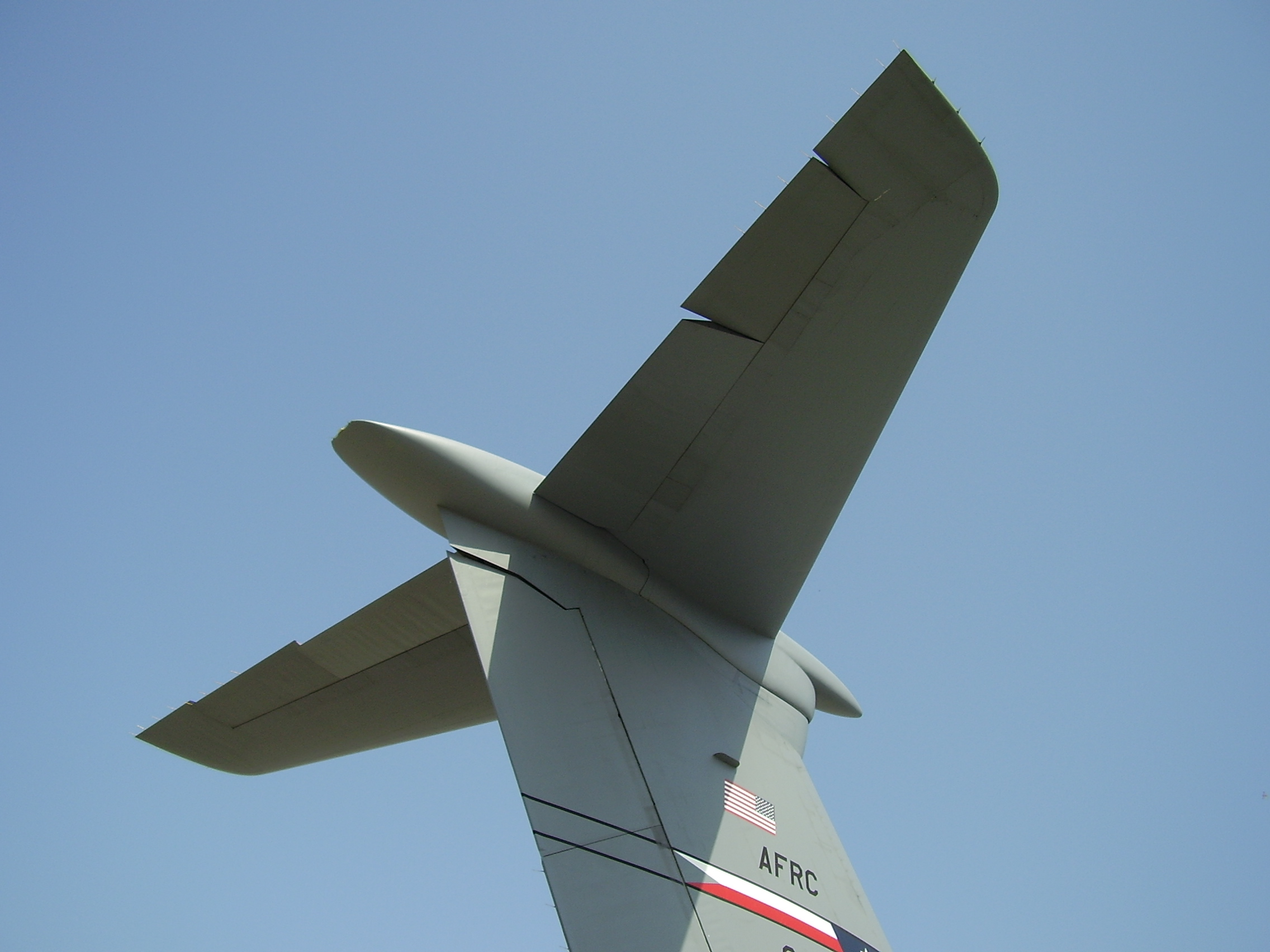
Cua amb disseny de cua en T.
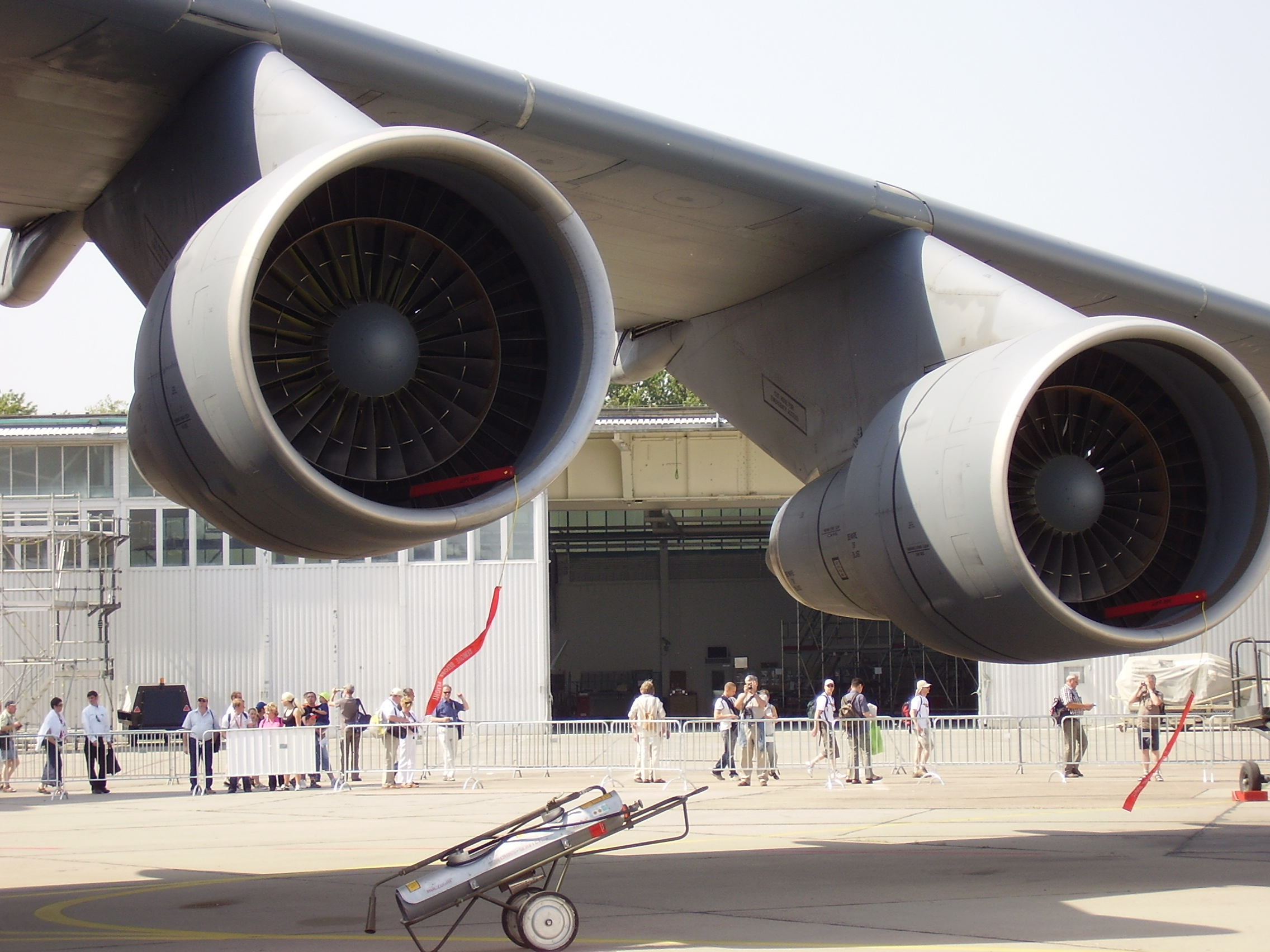
Motors General Electric TF39 de C-5 Galaxy.
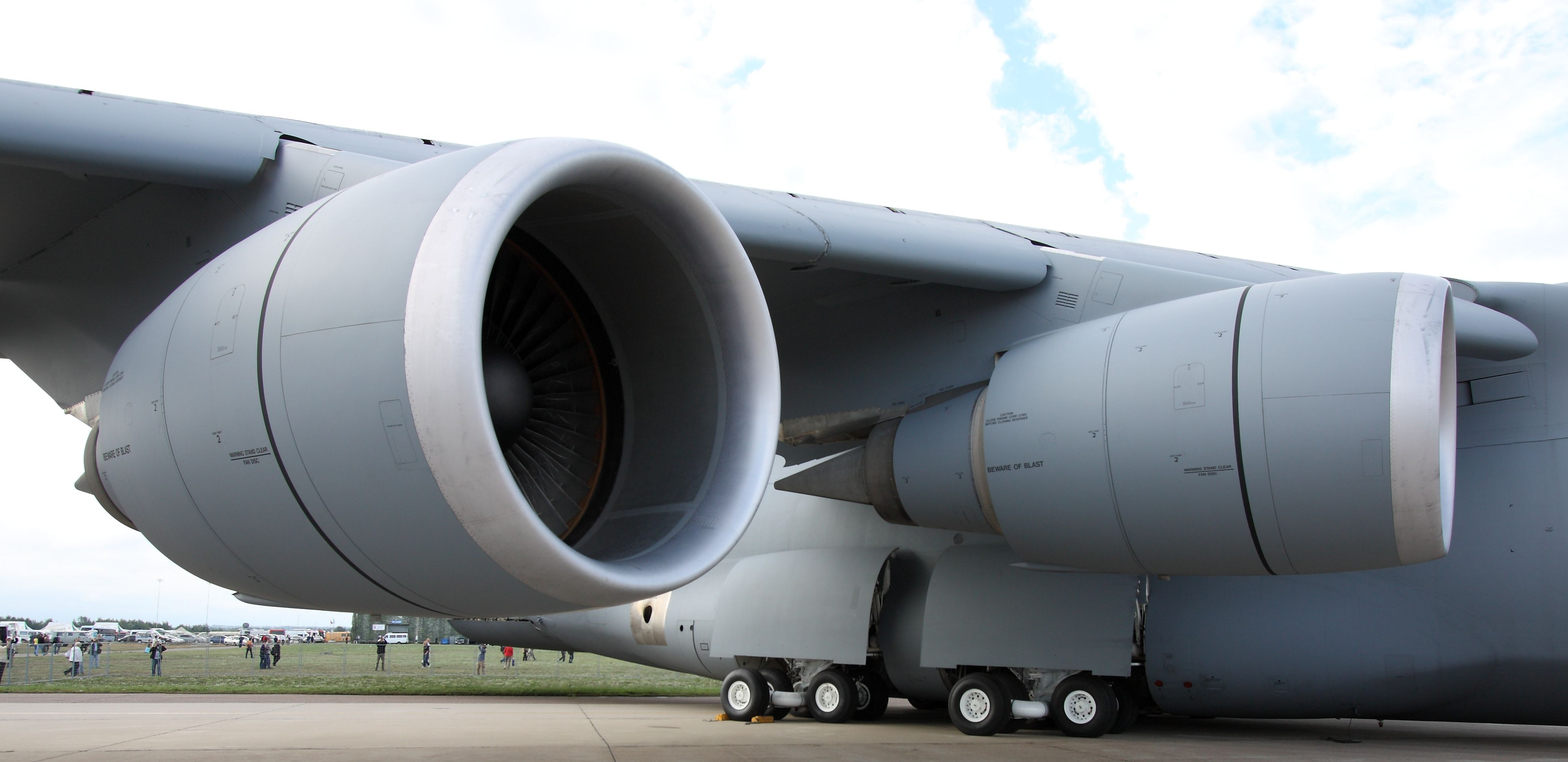
Motors General Electric CF6-80 del C-5M Super Galaxy.
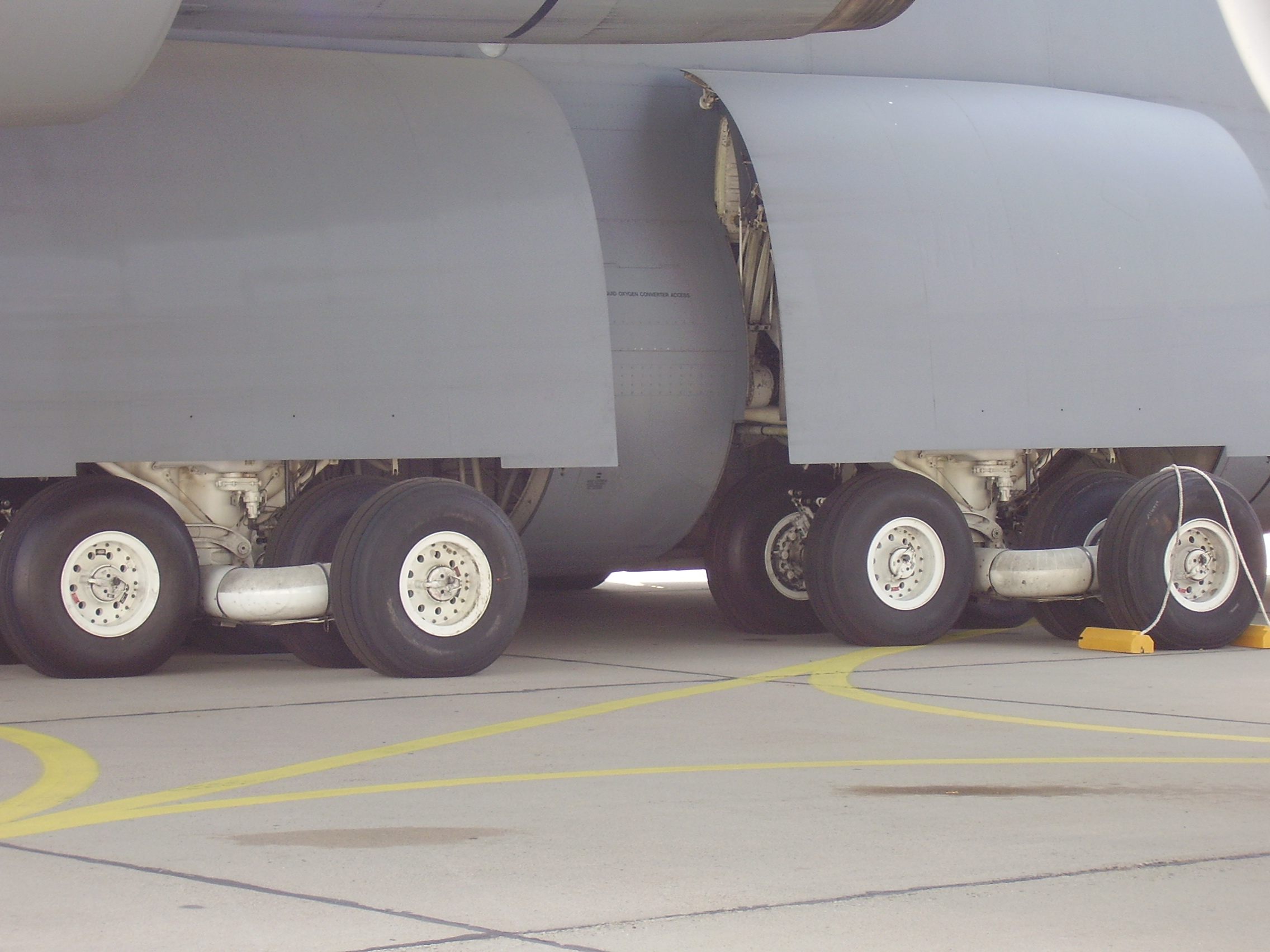
Tren d'aterratge principal.
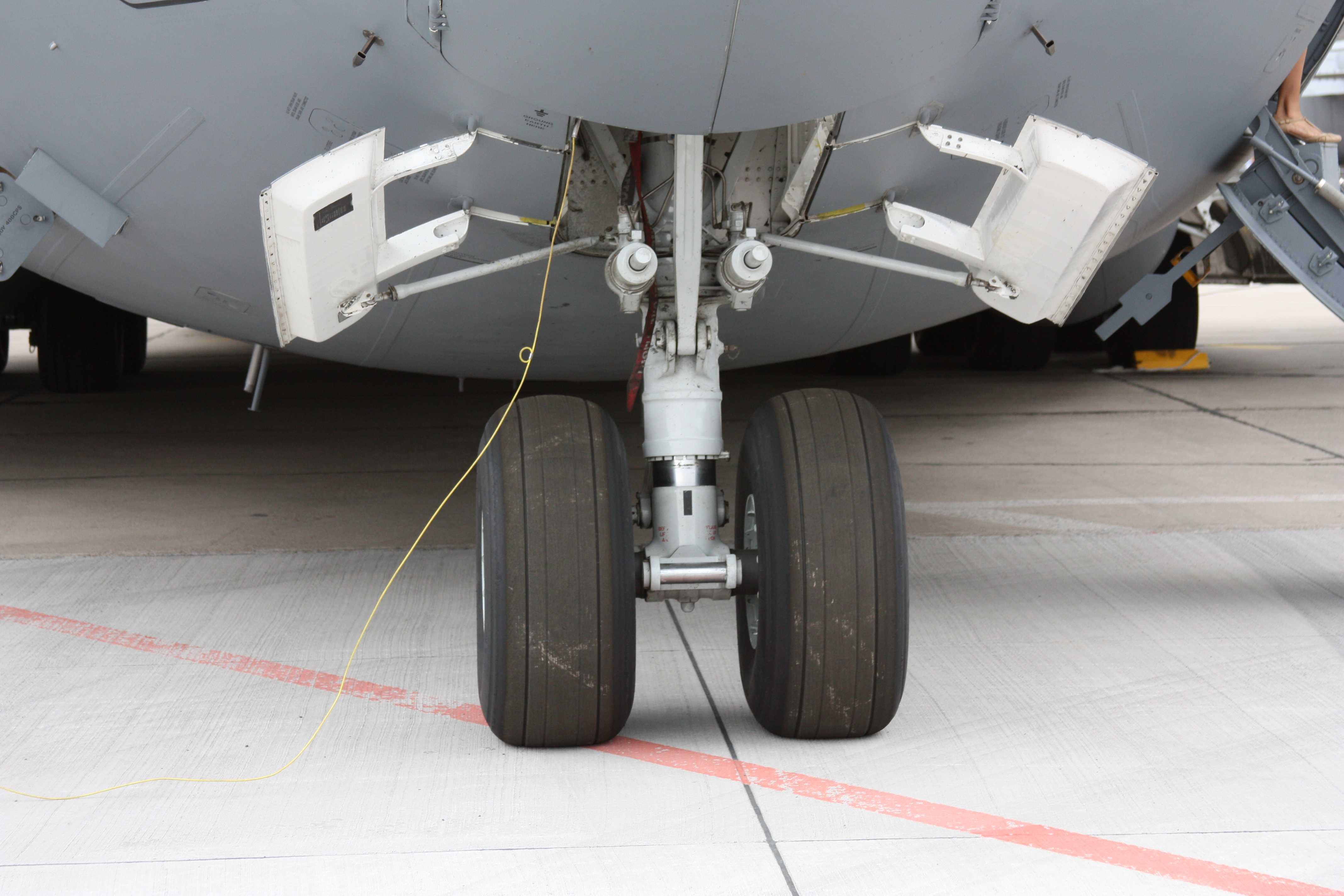
Roda davantera del tren d'aterratge.
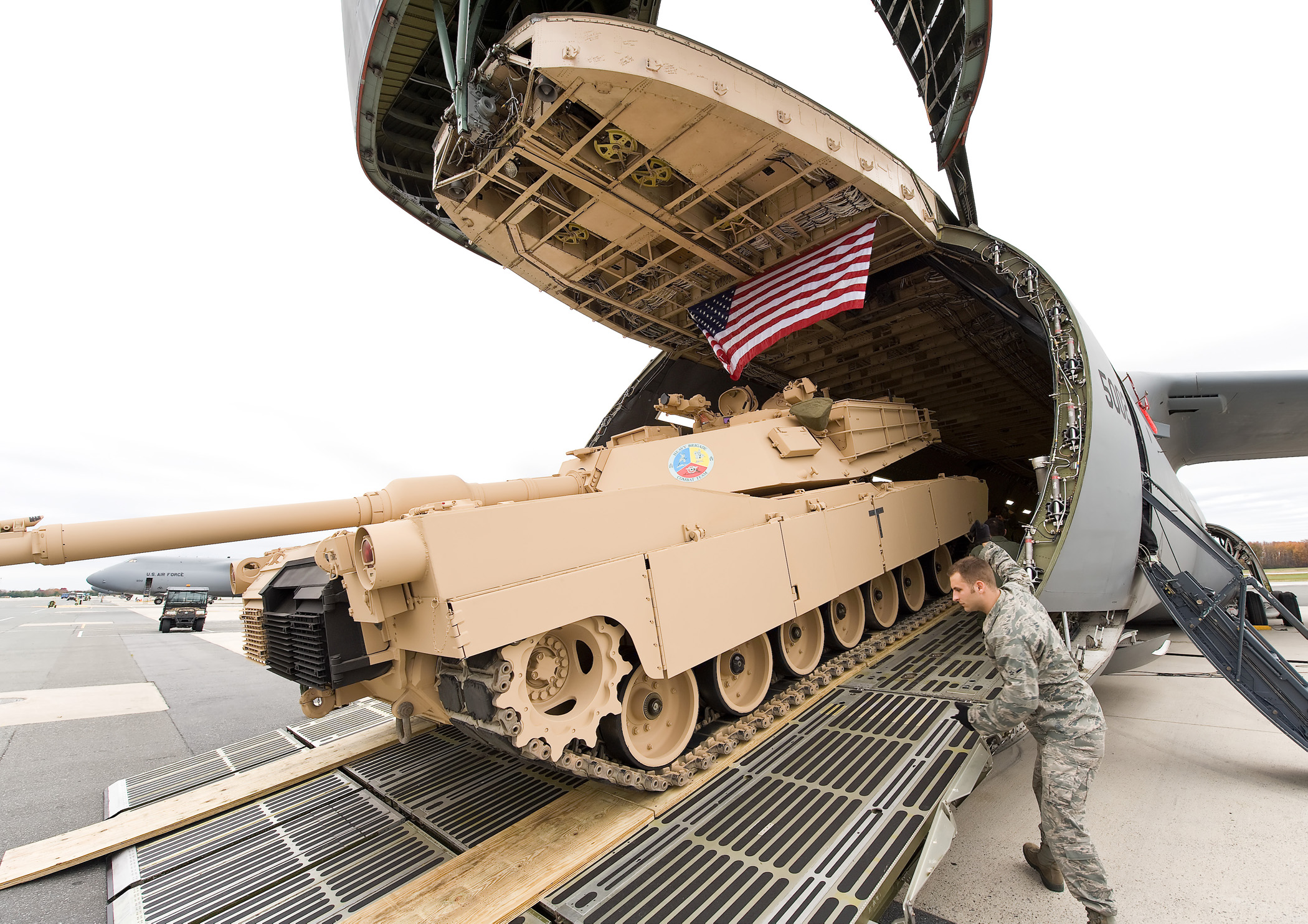
Carregant un tanc M1A1 Abrams a través de la comporta frontal.
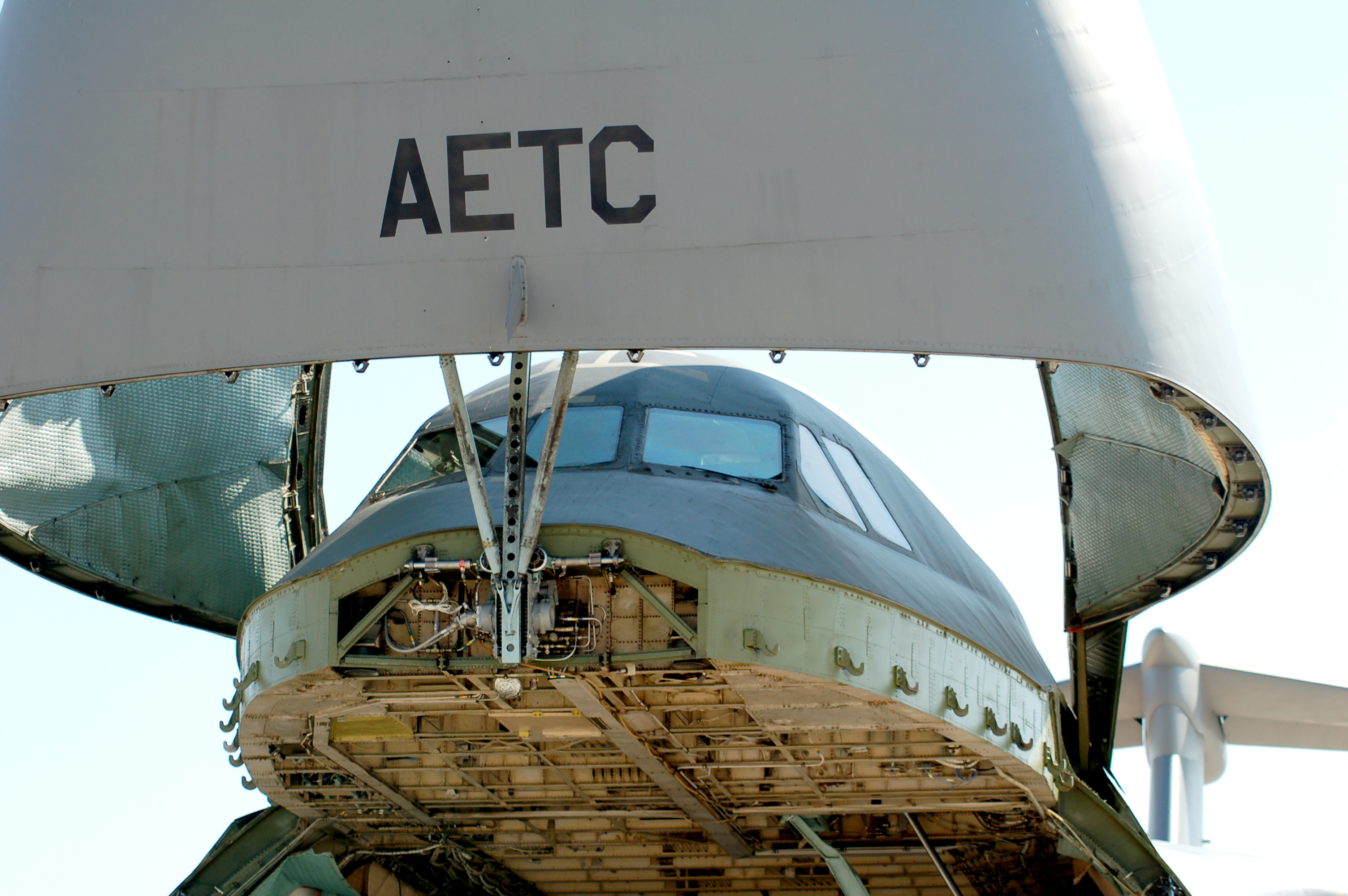
Detall del sistema d'obertura frontal de càrrega i descàrrega.
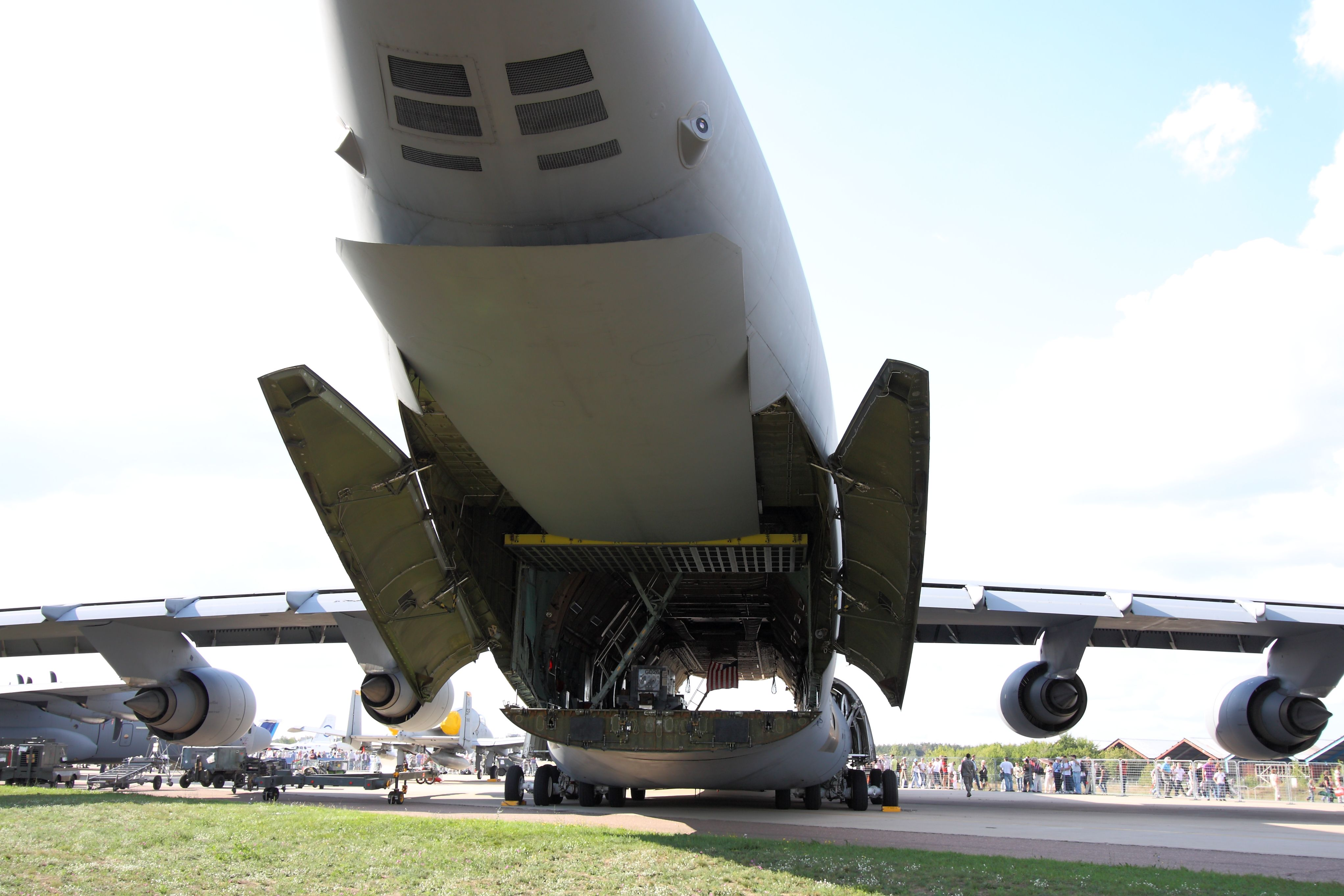
Comporta de càrrega i descàrrega posterior.
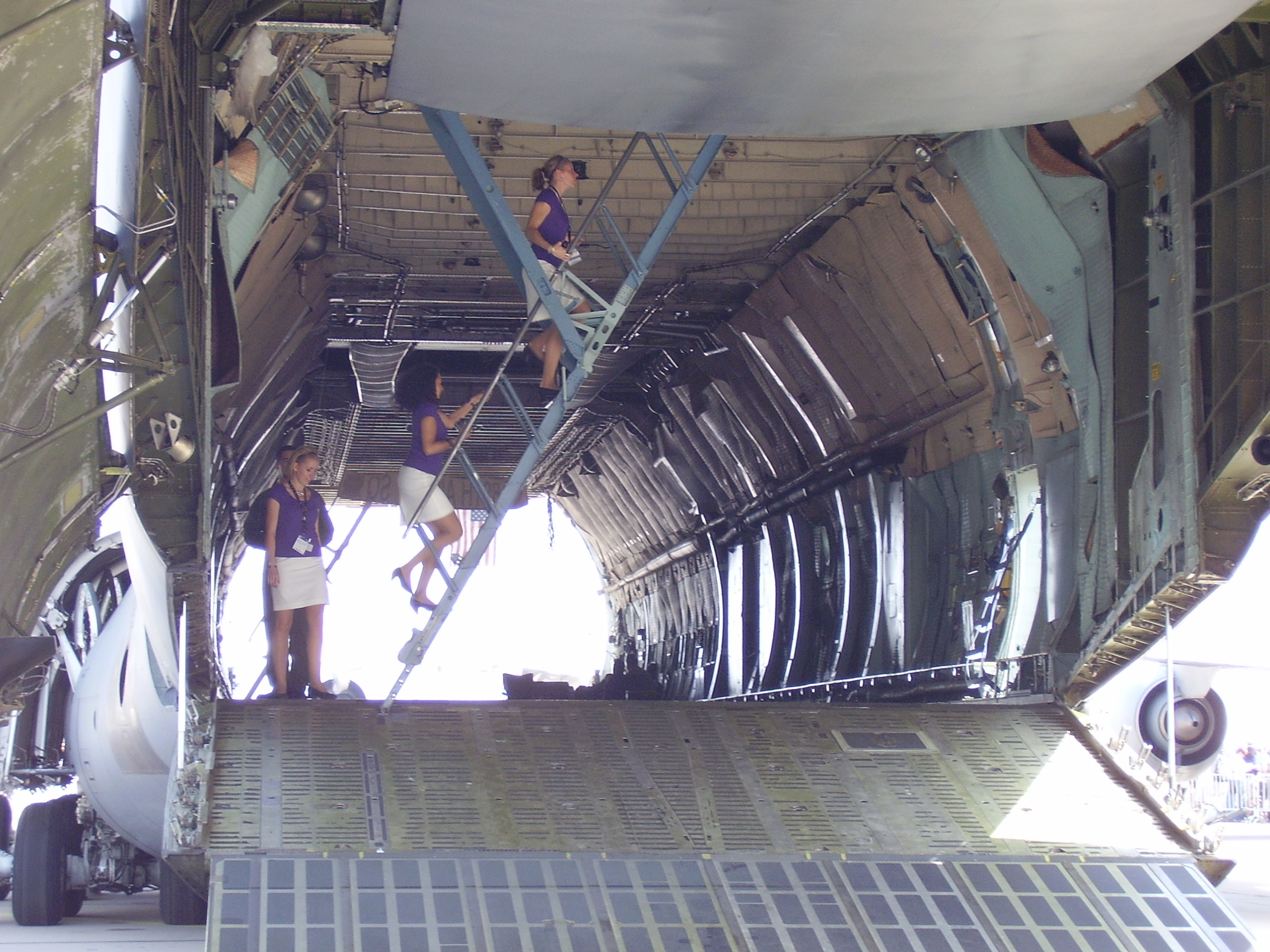
Vista més detallada de la rampa de càrrega i descàrrega posterior
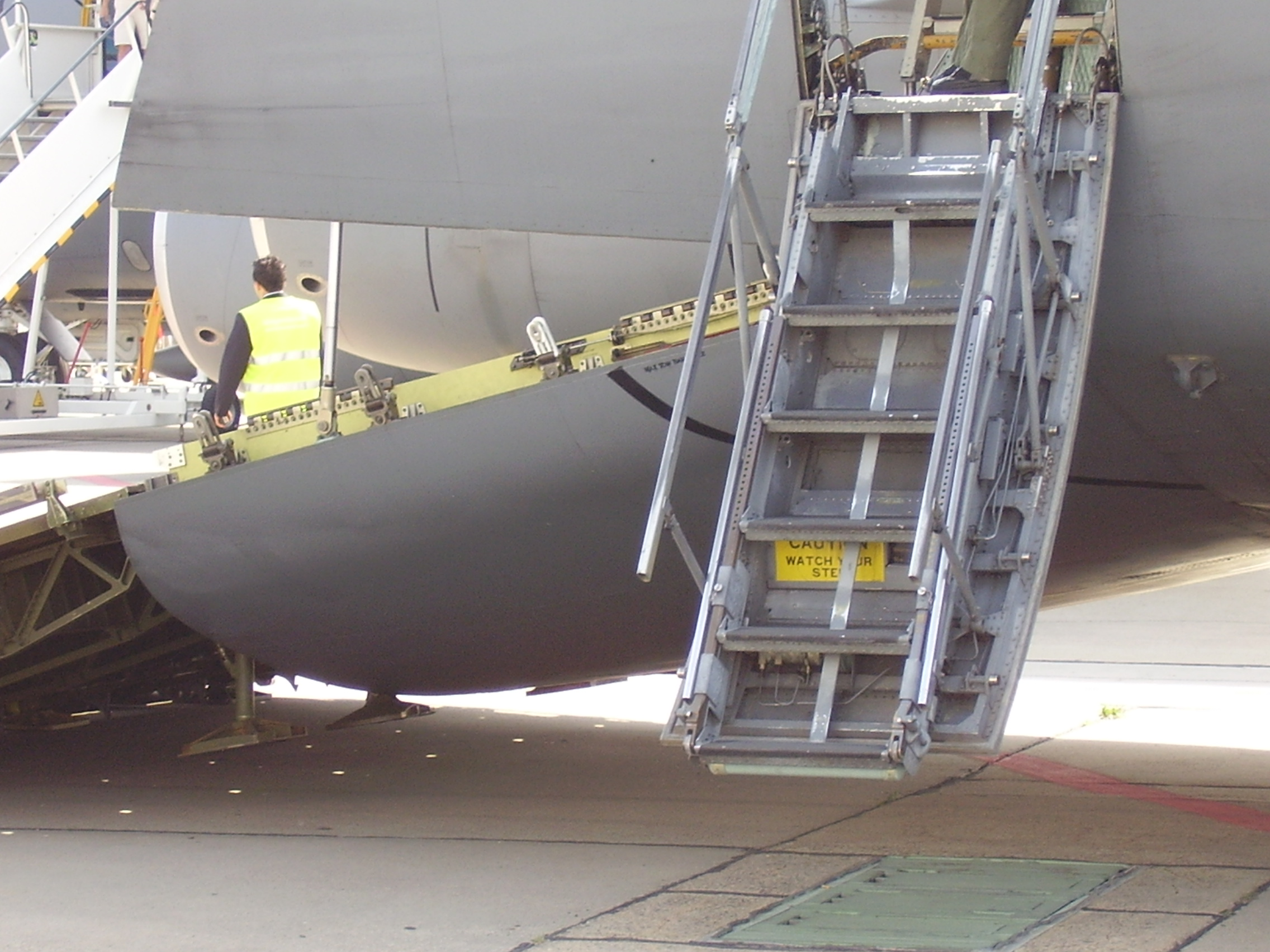
Escala per a accés del personal en la part davantera de l'avió.
Receptacle per abastiment en vol situada just darrere de la cabina de vol.

## Variants
C-5A
C-5B
C-5C
C-5M Super Galaxy
L-500

## Operadors

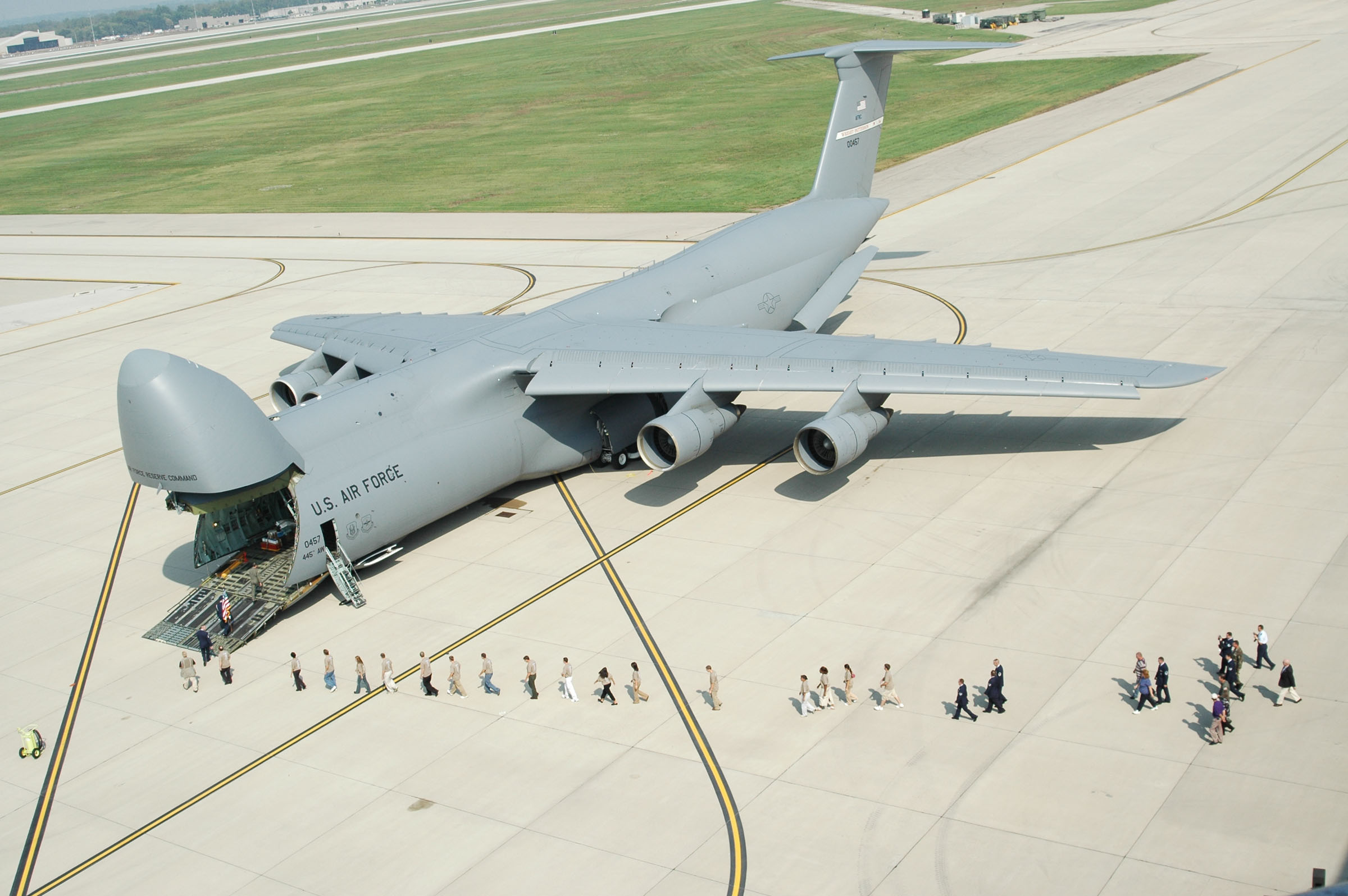
Gent en fila per entrar en el primer C-5A Galaxy de la 445a Ala al 2005.

A diferència del seu homòleg soviètic (ara ucraïnès), l'Antónov An-124 d'ús tant civil com militar, el C-5 es limita per complet a l'àmbit militar i governamental.
 Estats Units
- Força Aèria dels Estats Units (USAF)
  - 60th Air Mobility Wing, Travis Air Force Base, Califòrnia
    - 22nd Airlift Squadron

  - 105th Airlift Wing, (ANG), Stewart ANGB, Nova York
    - 137th Airlift Squadron

  - 164th Airlift Wing, (ANG), Memphis International Airport, Tennessee[1]
    - 155th Airlift Squadron

  - 167th Airlift Wing, (ANG), Martinsburg, West Virginia
    - 167th Airlift Squadron

  - 349th Air Mobility Wing, Travis Air Force Base, Califòrnia
    - 312th Airlift Squadron

  - 433rd Airlift Wing, (AFRC) Lackland Air Force Base, Texas
    - 68th Airlift Squadron
    - 356th Airlift Squadron

  - 436th Airlift Wing, Dover Air Force Base, Delaware
    - 9th Airlift Squadron

  - 439th Airlift Wing, (AFRC) Westover Air Reservi Base, Massachusetts
    - 337th Airlift Squadron

  - 512th Airlift Wing, (AFRC) Dover Air Force Base, Delaware
    - 709th Airlift Squadron

  - La Força Aèria dels Estats Units també opera 2 C-5C per la NASA.